# Lijst van senatoren uit Maryland

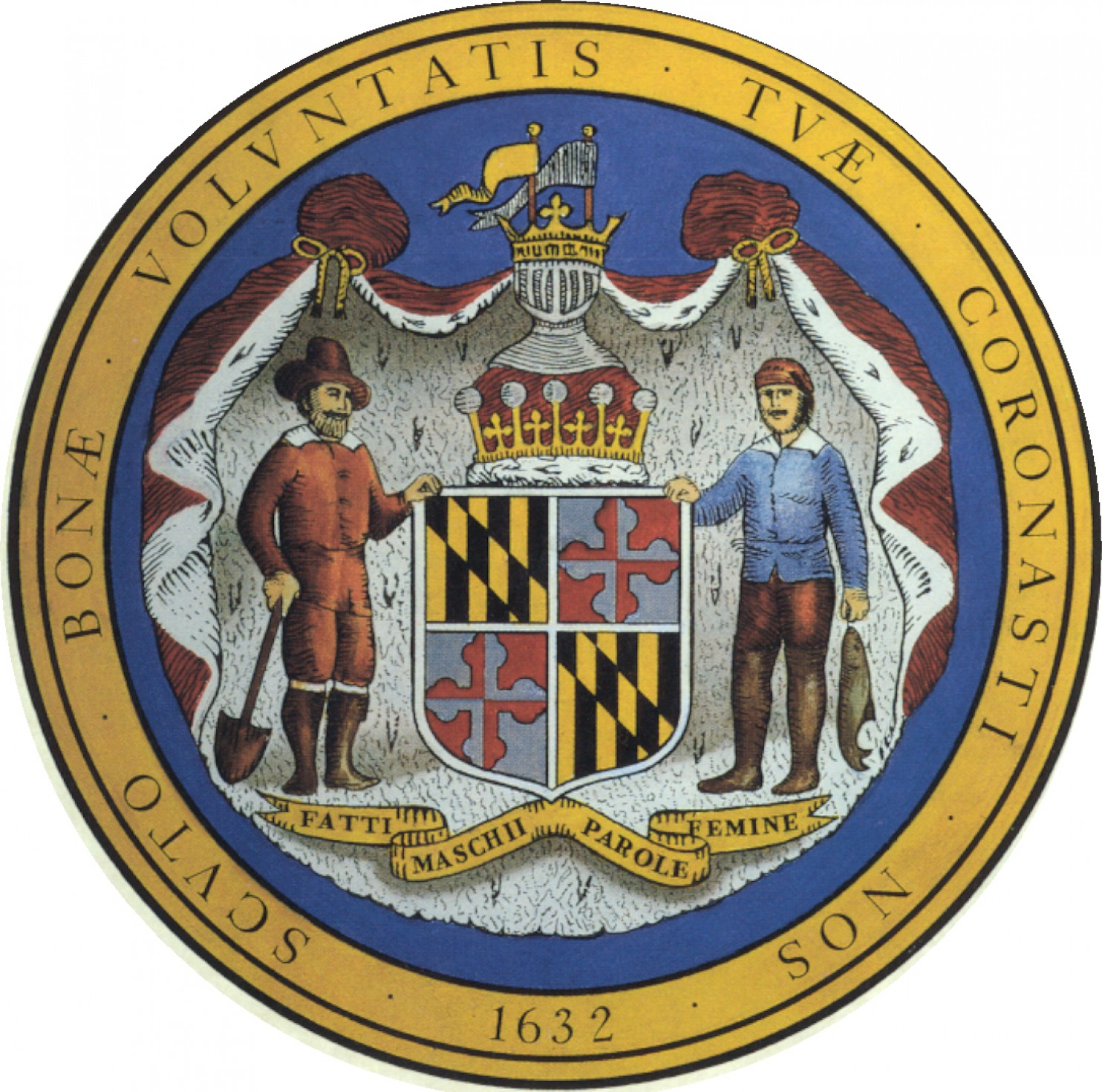
Zegel van de staat Maryland

Dit is een lijst van de senatoren voor de Amerikaanse staat Maryland. De senatoren voor Maryland zijn ingedeeld als Klasse I en Klasse III. De twee huidige senatoren voor Maryland zijn: Chris Van Hollen senator sinds 2017 de (senior senator) en Angela Alsobrooks senator sinds 2025 de (junior senator), beiden lid van de Democratische Partij.
Prominenten die hebben gediend als senator voor Maryland zijn onder anderen: Charles Carroll (een prominent "Founding Father"), John Eager Howard (genomineerd vicepresidentskandidaat), Samuel Smith (prominent politicus), William Pinkney (eerder minister van Justitie en ambassadeur), Reverdy Johnson (later minister van Justitie), Arthur Gorman (Democratisch partijleider in de senaat van 1890 tot 1898 en van 1903 tot 1906), Louis McComas (later rechter voor het Hof van Beroep voor het circuit van het District of Columbia), Ben Cardin (prominent politicus), John Creswell (prominent politicus), Mac Mathias (prominent politicus), Barbara Mikulski (prominent politica) en Chris Van Hollen (prominent politicus).
Maar liefst dertien senatoren voor Maryland zijn ook gouverneur van Maryland geweest: John Eager Howard, Joseph Kent, Thomas Pratt, William Whyte, William Thomas Hamilton, Phillips Goldsborough, Herbert O'Conor, John Henry, Robert Wright, Edward Lloyd, Thomas Holliday Hicks, James Groome en John Walter Smith.

## Klasse I
| Nr.    | Senator voor Maryland Senator from Maryland | Senator voor Maryland Senator from Maryland | Senator voor Maryland Senator from Maryland | Ambtstermijn     | Ambtstermijn     | Partij(en)   | Verkiezing(en) |
| ------ | ------------------------------------------- | ------------------------------------------- | ------------------------------------------- | ---------------- | ---------------- | ------------ | -------------- |
| 1      |                                             | Charles Carroll                             | Charles Carroll (1737–1832)                 | 4 maart 1789     | 30 november 1792 | F            | 1788           |
| 1      | 1791                                        | Charles Carroll                             | Charles Carroll (1737–1832)                 | 4 maart 1789     | 30 november 1792 | F            |                |
| Vacant |                                             |                                             |                                             |                  |                  |              |                |
| 2      |                                             | Richard Potts                               | Richard Potts (1753–1808)                   | 10 januari 1793  | 24 oktober 1796  | F            | 1793           |
| Vacant |                                             |                                             |                                             |                  |                  |              | 1793           |
| 3      |                                             | John Eager Howard                           | John Eager Howard (1752–1827)               | 30 november 1796 | 4 maart 1803     | F            | 1796 (1)       |
| 3      | 1796 (1)                                    | John Eager Howard                           | John Eager Howard (1752–1827)               | 30 november 1796 | 4 maart 1803     | F            |                |
| 4      |                                             | Samuel Smith                                | Samuel Smith (1752–1839)                    | 4 maart 1803     | 4 maart 1815     | DR           | 1802           |
| 4      | 1809                                        | Samuel Smith                                | Samuel Smith (1752–1839)                    | 4 maart 1803     | 4 maart 1815     | DR           |                |
| Vacant |                                             |                                             |                                             |                  |                  |              |                |
| 5      |                                             | Robert Harper                               | Robert Harper (1765–1825)                   | 30 januari 1816  | 6 december 1816  | F            | 1816 (1)       |
| Vacant |                                             |                                             |                                             |                  |                  |              | 1816 (1)       |
| 6      |                                             | Alexander Hanson                            | Alexander Hanson (1786–1819)                | 20 december 1816 | 23 april 1819    | F            | 1816 (2)       |
| Vacant |                                             |                                             |                                             |                  |                  |              | 1816 (2)       |
| 7      |                                             | William Pinkney                             | William Pinkney (1764–1822)                 | 20 december 1819 | 25 februari 1822 | DR           | 1819           |
| 7      | 1821                                        | William Pinkney                             | William Pinkney (1764–1822)                 | 20 december 1819 | 25 februari 1822 | DR           |                |
| Vacant |                                             |                                             |                                             |                  |                  |              |                |
| 8      |                                             | Samuel Smith                                | Samuel Smith (1752–1839)                    | 18 december 1822 | 4 maart 1833     | DR (1822–28) | 1822           |
| 8      | 1827                                        | Samuel Smith                                | Samuel Smith (1752–1839)                    | 18 december 1822 | 4 maart 1833     | DR (1822–28) |                |
| 8      | D (1828–33)                                 | Samuel Smith                                | Samuel Smith (1752–1839)                    | 18 december 1822 | 4 maart 1833     |              |                |
| 9      |                                             | Joseph Kent                                 | Joseph Kent (1779–1837)                     | 4 maart 1833     | 24 november 1837 | NR (1833)    | 1856           |
| 9      | W (1833–37)                                 | Joseph Kent                                 | Joseph Kent (1779–1837)                     | 4 maart 1833     | 24 november 1837 |              | 1856           |
| Vacant |                                             |                                             |                                             |                  |                  |              | 1856           |
| 10     |                                             |                                             | William Merrick (1793–1857)                 | 4 januari 1838   | 4 maart 1845     | W            | 1837           |
| 10     | 1839                                        |                                             | William Merrick (1793–1857)                 | 4 januari 1838   | 4 maart 1845     | W            |                |
| 11     |                                             | Reverdy Johnson                             | Reverdy Johnson (1796–1876)                 | 4 maart 1845     | 4 maart 1849     | W            | 1844           |
| Vacant |                                             |                                             |                                             |                  |                  |              | 1844           |
| 12     |                                             | David Stewart                               | David Stewart (1800–1858)                   | 6 december 1849  | 12 januari 1850  | W            | 1844           |
| 13     |                                             | Thomas Pratt                                | Thomas Pratt (1840–1869)                    | 12 januari 1850  | 4 maart 1857     | W            | 1850           |
| 13     | 1851                                        | Thomas Pratt                                | Thomas Pratt (1840–1869)                    | 12 januari 1850  | 4 maart 1857     | W            |                |
| 14     |                                             | Anthony Kennedy                             | Anthony Kennedy (1810–1892)                 | 4 maart 1857     | 4 maart 1863     | KN (1857–60) | 1856           |
| 14     | W (1860–63)                                 | Anthony Kennedy                             | Anthony Kennedy (1810–1892)                 | 4 maart 1857     | 4 maart 1863     |              | 1856           |
| 15     |                                             | Reverdy Johnson                             | Reverdy Johnson (1796–1876)                 | 4 maart 1863     | 10 juli 1868     | D (1863–64)  | 1862           |
| 15     | NU (1864–68)                                | Reverdy Johnson                             | Reverdy Johnson (1796–1876)                 | 4 maart 1863     | 10 juli 1868     |              | 1862           |
| Vacant |                                             |                                             |                                             |                  |                  |              | 1862           |
| 16     |                                             | William Whyte                               | William Whyte (1824–1908)                   | 14 juli 1868     | 4 maart 1869     | D            | 1862           |
| 17     |                                             | William Thomas Hamilton                     | William Thomas Hamilton (1820–1888)         | 4 maart 1869     | 4 maart 1875     | D            | 1868           |
| 18     |                                             | William Whyte                               | William Whyte (1824–1908)                   | 4 maart 1875     | 4 maart 1881     | D            | 1874           |
| 19     |                                             | Arthur Gorman                               | Arthur Gorman (1836–1906)                   | 4 maart 1881     | 4 maart 1899     | D            | 1880           |
| 19     | 1886                                        | Arthur Gorman                               | Arthur Gorman (1836–1906)                   | 4 maart 1881     | 4 maart 1899     | D            |                |
| 19     | 1892                                        | Arthur Gorman                               | Arthur Gorman (1836–1906)                   | 4 maart 1881     | 4 maart 1899     | D            |                |
| 20     |                                             | Louis McComas                               | Louis McComas (1846–1907)                   | 4 maart 1899     | 4 maart 1905     | R            | 1898           |
| 21     |                                             | Isidor Rayner                               | Isidor Rayner (1850–1912)                   | 4 maart 1905     | 25 november 1912 | D            | 1904           |
| 21     | 1910                                        | Isidor Rayner                               | Isidor Rayner (1850–1912)                   | 4 maart 1905     | 25 november 1912 | D            |                |
| Vacant |                                             |                                             |                                             |                  |                  |              |                |
| 22     |                                             | William Purnell Jackson                     | William Purnell Jackson (1868–1939)         | 25 november 1912 | 28 januari 1914  | R            |                |
| 23     |                                             | Blair Lee I                                 | Blair Lee I (1854–1944)                     | 28 januari 1914  | 4 maart 1917     | D            | 1913           |
| 24     |                                             | Joseph France                               | Joseph France (1873–1939)                   | 4 maart 1917     | 4 maart 1923     | R            | 1916           |
| 25     |                                             | William Bruce                               | William Bruce (1860–1946)                   | 4 maart 1923     | 4 maart 1929     | D            | 1922           |
| 26     |                                             | Phillips Goldsborough                       | Phillips Goldsborough (1865–1946)           | 4 maart 1929     | 3 januari 1935   | R            | 1928           |
| 27     |                                             | George Radcliffe                            | George Radcliffe (1877–1974)                | 3 januari 1935   | 3 januari 1947   | D            | 1934           |
| 27     | 1940                                        | George Radcliffe                            | George Radcliffe (1877–1974)                | 3 januari 1935   | 3 januari 1947   | D            |                |
| 28     |                                             | Herbert O'Conor                             | Herbert O'Conor (1896–1960)                 | 3 januari 1947   | 3 januari 1953   | D            | 1946           |
| 29     |                                             | Glenn Beall I                               | Glenn Beall I (1894–1971)                   | 3 januari 1953   | 3 januari 1965   | R            | 1953           |
| 29     | 1958                                        | Glenn Beall I                               | Glenn Beall I (1894–1971)                   | 3 januari 1953   | 3 januari 1965   | R            |                |
| 30     |                                             | Joseph Tydings                              | Joseph Tydings (1928–2018)                  | 3 januari 1965   | 3 januari 1971   | D            | 1964           |
| 31     |                                             | Glenn Beall II                              | Glenn Beall II (1927–2006)                  | 3 januari 1971   | 3 januari 1977   | R            | 1970           |
| 32     |                                             | Paul Sarbanes                               | Paul Sarbanes (1933)                        | 3 januari 1977   | 3 januari 2007   | D            | 1976           |
| 32     | 1982                                        | Paul Sarbanes                               | Paul Sarbanes (1933)                        | 3 januari 1977   | 3 januari 2007   | D            |                |
| 32     | 1988                                        | Paul Sarbanes                               | Paul Sarbanes (1933)                        | 3 januari 1977   | 3 januari 2007   | D            |                |
| 32     | 1994                                        | Paul Sarbanes                               | Paul Sarbanes (1933)                        | 3 januari 1977   | 3 januari 2007   | D            |                |
| 32     | 2000                                        | Paul Sarbanes                               | Paul Sarbanes (1933)                        | 3 januari 1977   | 3 januari 2007   | D            |                |
| 33     |                                             | Ben Cardin                                  | Ben Cardin (1943)                           | 3 januari 2007   | 3 januari 2025   | D            | 2006           |
| 33     | 2012                                        | Ben Cardin                                  | Ben Cardin (1943)                           | 3 januari 2007   | 3 januari 2025   | D            |                |
| 33     | 2018                                        | Ben Cardin                                  | Ben Cardin (1943)                           | 3 januari 2007   | 3 januari 2025   | D            |                |
| 33     |                                             | Angela Alsobrooks                           | Angela Alsobrooks (1971)                    | 3 januari 2025   | heden            | D            | 2024           |

## Klasse III
| Nr.    | Senator voor Maryland Senator from Maryland | Senator voor Maryland Senator from Maryland | Senator voor Maryland Senator from Maryland | Ambtstermijn     | Ambtstermijn     | Partij(en)   | Verkiezing(en) |
| ------ | ------------------------------------------- | ------------------------------------------- | ------------------------------------------- | ---------------- | ---------------- | ------------ | -------------- |
| 1      |                                             |                                             | John Henry (1760–1829)                      | 4 maart 1789     | 10 december 1797 | F            | 1788           |
| 1      | 1795                                        |                                             | John Henry (1760–1829)                      | 4 maart 1789     | 10 december 1797 | F            |                |
| 2      |                                             |                                             | James Lloyd (1745–1830)                     | 10 december 1797 | 1 december 1800  | F            | 1797           |
| Vacant |                                             |                                             |                                             |                  |                  |              | 1797           |
| 3      |                                             | William Hindman                             | William Hindman (1743–1822)                 | 12 december 1800 | 20 november 1801 | F            | 1800           |
| 4      |                                             | Robert Wright                               | Robert Wright (1752–1826)                   | 20 november 1801 | 12 november 1806 | DR           | 1801           |
| Vacant |                                             |                                             |                                             |                  |                  |              | 1801           |
| 5      |                                             | Philip Reed                                 | Philip Reed (1760–1829)                     | 26 november 1806 | 4 maart 1813     | DR           | 1806 (1)       |
| 5      | 1806 (2)                                    | Philip Reed                                 | Philip Reed (1760–1829)                     | 26 november 1806 | 4 maart 1813     | DR           |                |
| Vacant |                                             |                                             |                                             |                  |                  |              |                |
| 6      |                                             |                                             | Robert Goldsborough (1779–1836)             | 20 mei 1813      | 4 maart 1819     | F            | 1813           |
| Vacant |                                             |                                             |                                             |                  |                  |              |                |
| 7      |                                             | Edward Lloyd                                | Edward Lloyd (1779–1834)                    | 20 december 1819 | 14 januari 1826  | DR           | 1819           |
| 7      | 1825                                        | Edward Lloyd                                | Edward Lloyd (1779–1834)                    | 20 december 1819 | 14 januari 1826  | DR           |                |
| Vacant |                                             |                                             |                                             |                  |                  |              |                |
| 8      |                                             | Ezekiel Chambers                            | Ezekiel Chambers (1788–1867)                | 24 januari 1826  | 20 december 1834 | DR (1826–28) | 1826           |
| 8      | 1831                                        | Ezekiel Chambers                            | Ezekiel Chambers (1788–1867)                | 24 januari 1826  | 20 december 1834 | DR (1826–28) |                |
| 8      | NR (1828–33)                                | Ezekiel Chambers                            | Ezekiel Chambers (1788–1867)                | 24 januari 1826  | 20 december 1834 |              |                |
| 8      | W (1833–34)                                 | Ezekiel Chambers                            | Ezekiel Chambers (1788–1867)                | 24 januari 1826  | 20 december 1834 |              |                |
| Vacant |                                             |                                             |                                             |                  |                  |              |                |
| 9      |                                             |                                             | Robert Goldsborough (1779–1836)             | 15 januari 1835  | 5 oktober 1836   | W            | 1835           |
| Vacant |                                             |                                             |                                             |                  |                  |              | 1835           |
| 10     |                                             |                                             | John Spence (1788–1840)                     | 30 december 1836 | 24 oktober 1840  | W            | 1836           |
| 10     | 1837                                        |                                             | John Spence (1788–1840)                     | 30 december 1836 | 24 oktober 1840  | W            |                |
| Vacant |                                             |                                             |                                             |                  |                  |              |                |
| 11     |                                             | John Leeds Kerr                             | John Leeds Kerr (1780–1844)                 | 4 januari 1841   | 4 maart 1843     | W            | 1840           |
| 12     |                                             | James Pearce                                | James Pearce (1805–1862)                    | 4 maart 1843     | 20 december 1862 | W (1843–56)  | 1843           |
| 12     | 1849                                        | James Pearce                                | James Pearce (1805–1862)                    | 4 maart 1843     | 20 december 1862 | W (1843–56)  |                |
| 12     | 1855                                        | James Pearce                                | James Pearce (1805–1862)                    | 4 maart 1843     | 20 december 1862 | W (1843–56)  |                |
| 12     | D (1856–62)                                 | James Pearce                                | James Pearce (1805–1862)                    | 4 maart 1843     | 20 december 1862 |              |                |
| 12     | 1861                                        | James Pearce                                | James Pearce (1805–1862)                    | 4 maart 1843     | 20 december 1862 |              |                |
| Vacant |                                             |                                             |                                             |                  |                  |              |                |
| 13     |                                             | Thomas Holliday Hicks                       | Thomas Holliday Hicks (1798–1865)           | 30 december 1862 | 14 februari 1865 | R (1862–64)  |                |
| 13     | 1864                                        | Thomas Holliday Hicks                       | Thomas Holliday Hicks (1798–1865)           | 30 december 1862 | 14 februari 1865 | R (1862–64)  |                |
| 13     | NU (1864–65)                                | Thomas Holliday Hicks                       | Thomas Holliday Hicks (1798–1865)           | 30 december 1862 | 14 februari 1865 |              |                |
| Vacant |                                             |                                             |                                             |                  |                  |              |                |
| 14     |                                             | John Creswell                               | John Creswell (1828–1891)                   | 8 maart 1865     | 4 maart 1867     | NU           | 1865           |
| Vacant |                                             |                                             |                                             |                  |                  |              |                |
| 15     |                                             | George Vickers                              | George Vickers (1801–1879)                  | 8 maart 1868     | 4 maart 1873     | D            | 1868           |
| 16     |                                             | George Dennis                               | George Dennis (1822–1882)                   | 4 maart 1873     | 4 maart 1879     | D            | 1872           |
| 17     |                                             | James Groome                                | James Groome (1838–1893)                    | 4 maart 1879     | 4 maart 1885     | D            | 1878           |
| 18     |                                             | Ephraim Wilson                              | Ephraim Wilson (1821–1891)                  | 4 maart 1885     | 24 februari 1891 | D            | 1884           |
| 18     | 1890                                        | Ephraim Wilson                              | Ephraim Wilson (1821–1891)                  | 4 maart 1885     | 24 februari 1891 | D            |                |
| Vacant |                                             |                                             |                                             |                  |                  |              |                |
| 19     |                                             | Charles Gibson                              | Charles Gibson (1842–1900)                  | 20 november 1891 | 4 maart 1897     | D            |                |
| 19     | D                                           | Charles Gibson                              | Charles Gibson (1842–1900)                  | 20 november 1891 | 4 maart 1897     | 1892         |                |
| 20     |                                             | George Wellington                           | George Wellington (1852–1927)               | 4 maart 1897     | 4 maart 1903     | R            | 1896           |
| 21     |                                             | Arthur Gorman                               | Arthur Gorman (1836–1906)                   | 4 maart 1903     | 4 juni 1906      | D            | 1902           |
| Vacant |                                             |                                             |                                             |                  |                  |              | 1902           |
| 22     |                                             | William Whyte                               | William Whyte (1824–1908)                   | 8 juni 1906      | 17 maart 1908    | D            | 1902           |
| 22     | D                                           | William Whyte                               | William Whyte (1824–1908)                   | 8 juni 1906      | 17 maart 1908    | 1908 (1)     |                |
| Vacant |                                             |                                             |                                             |                  |                  | 1908 (1)     |                |
| 23     |                                             | John Walter Smith                           | John Walter Smith (1845–1925)               | 25 maart 1908    | 4 maart 1921     | D            | 1908 (2)       |
| 23     | 1914                                        | John Walter Smith                           | John Walter Smith (1845–1925)               | 25 maart 1908    | 4 maart 1921     | D            |                |
| 24     |                                             | Ovington Weller                             | Ovington Weller (1862–1947)                 | 4 maart 1921     | 4 maart 1927     | R            | 1920           |
| 25     |                                             | Millard Tydings                             | Millard Tydings (1890–1961)                 | 4 maart 1927     | 3 januari 1951   | D            | 1926           |
| 25     | 1932                                        | Millard Tydings                             | Millard Tydings (1890–1961)                 | 4 maart 1927     | 3 januari 1951   | D            |                |
| 25     | 1938                                        | Millard Tydings                             | Millard Tydings (1890–1961)                 | 4 maart 1927     | 3 januari 1951   | D            |                |
| 25     | 1944                                        | Millard Tydings                             | Millard Tydings (1890–1961)                 | 4 maart 1927     | 3 januari 1951   | D            |                |
| 26     |                                             | John Butler                                 | John Butler (1897–1978)                     | 3 januari 1951   | 3 januari 1963   | R            | 1950           |
| 26     | 1956                                        | John Butler                                 | John Butler (1897–1978)                     | 3 januari 1951   | 3 januari 1963   | R            |                |
| 27     |                                             | Daniel Brewster                             | Daniel Brewster (1923–2007)                 | 3 januari 1963   | 3 januari 1969   | D            | 1962           |
| 28     |                                             | Mac Mathias                                 | Mac Mathias (1922–2010)                     | 3 januari 1969   | 3 januari 1987   | R            | 1968           |
| 28     | 1974                                        | Mac Mathias                                 | Mac Mathias (1922–2010)                     | 3 januari 1969   | 3 januari 1987   | R            |                |
| 28     | 1980                                        | Mac Mathias                                 | Mac Mathias (1922–2010)                     | 3 januari 1969   | 3 januari 1987   | R            |                |
| 29     |                                             | Barbara Mikulski                            | Barbara Mikulski (1936)                     | 3 januari 1987   | 3 januari 2017   | D            | 1986           |
| 29     | 1992                                        | Barbara Mikulski                            | Barbara Mikulski (1936)                     | 3 januari 1987   | 3 januari 2017   | D            |                |
| 29     | 1998                                        | Barbara Mikulski                            | Barbara Mikulski (1936)                     | 3 januari 1987   | 3 januari 2017   | D            |                |
| 29     | 2004                                        | Barbara Mikulski                            | Barbara Mikulski (1936)                     | 3 januari 1987   | 3 januari 2017   | D            |                |
| 29     | 2010                                        | Barbara Mikulski                            | Barbara Mikulski (1936)                     | 3 januari 1987   | 3 januari 2017   | D            |                |
| 30     |                                             | Chris Van Hollen                            | Chris Van Hollen (1959)                     | 3 januari 2017   | heden            | D            | 2016           |
| 30     | 2020                                        | Chris Van Hollen                            | Chris Van Hollen (1959)                     | 3 januari 2017   | heden            | D            |                |

Alabama: Tuberville (R) · Britt (R)
Alaska: Murkowski (R) · Sullivan (R)
Arizona: Kelly (D) · Gallego (D)
Arkansas: Boozman (R) · Cotton (R)
Californië: Padilla (D) · Schiff (D)
Colorado: Bennet (D) · Hickenlooper (D)
Connecticut: Blumenthal (D) · Murphy (D)
Delaware: Coons (D) · Blunt Rochester (D)
Florida: R. Scott (R) · Moody (R)
Georgia: Ossoff (D) · Warnock (D)
Hawaï: Schatz (D) · Hirono (D)
Idaho: Crapo (R) · Risch (R)
Illinois: Durbin (D) · Duckworth (D)
Indiana: Young (R) · Banks (R)
Iowa: Grassley (R) · Ernst (R)
Kansas: Moran (R) · Marshall (R)
Kentucky: McConnell (R) · Paul (R)
Louisiana: Cassidy (R) · Kennedy (R)
Maine: Collins (R) · King (O)
Maryland: Van Hollen (D) · Alsobrooks (D)
Massachusetts: Warren (D) · Markey (D)
Michigan: Peters (D) · Slotkin (D)
Minnesota: Klobuchar (D) · Smith (D)
Mississippi: Wicker (R) · Hyde-Smith (R)
Missouri: Hawley (R) · Schmitt (R)
Montana: Daines (R) · Sheehy (R)
Nebraska: Fischer (R) · Ricketts (R)
Nevada: Cortez Masto (D) · Rosen (D)
New Hampshire: Shaheen (D) · Hassan (D)
New Jersey: Booker (D) · Kim (D)
New Mexico: Heinrich (D) · Luján (D)
New York: Schumer (D) · Gillibrand (D)
North Carolina: Tillis (R) · Budd (R)
North Dakota: Hoeven (R) · Cramer (R)
Ohio: Moreno (R) · Husted (R)
Oklahoma: Lankford (R) · Mullin (R)
Oregon: Wyden (D) · Merkley (D)
Pennsylvania: Fetterman (D) · McCormick (R)
Rhode Island: Reed (D) · Whitehouse (D)
South Carolina: Graham (R) · T. Scott (R)
South Dakota: Thune (R) · Rounds (R)
Tennessee: Blackburn (R) · Hagerty (R)
Texas: Cornyn (R) · Cruz (R)
Utah: Lee (R) · Curtis (R)
Vermont: Sanders (O) · Welch (D)
Virginia: Warner (D) · Kaine (D)
Washington: Murray (D) · Cantwell (D)
West Virginia: Moore Capito (R) · Justice (R)
Wisconsin: Johnson (R) · Baldwin (D)
Wyoming: Barrasso (R) · Lummis (R)
(D): Democraat · (R): Republikein · (O): Onafhankelijk